# 5316 Filatov
5316 Filatov este un asteroid din centura principală de asteroizi.

## Descriere
5316 Filatov este un asteroid din centura principală de asteroizi. A fost descoperit pe 21 octombrie 1982 la Observatorul de Astrofizică din Crimeea de Liudmila Karacikina. El prezintă o orbită caracterizată de o semiaxă mare de 3,16 ua, o excentricitate de 0,02 și o înclinație de 14,7° în raport cu ecliptica.